# Kokoumba
Kokoumba est une localité du centre de la Côte d'Ivoire, appartenant au département de Dabakala, dans la Région de la Vallée du Bandama. La localité de Kokoumba est un chef-lieu de commune. C'est une jeune commune qui couvre les villages de Kouroukono-Dioulasso, Sendekou et Messenrandougou.